# コンドーテック
コンドーテック株式会社は大阪府大阪市西区と東京都江東区に本社を置く建設資材、環境関連資材の仕入販売を行う専門商社。
自社で建設金物を製造も行っており、メーカー機能を備える。

## 概要
建築金物や土木資材をはじめとする社会活動に欠かせないインフラ、 環境関連資材を供給している製造部門を持った商社。昭和28年に前身の株式会社 近藤商店を設立し、現在創立60年以上になる。営業店を全国に43拠点、自社工場4工場（北海道、茨城、滋賀、福岡）、ASEANでの販売拠点としてタイ現地法人を持つ。

## 沿革
近藤藤緒により1947年創業。近藤は戦争中は大阪市大正区で港湾資材の製造を行っていた佐藤鉄工所に勤めていたが、終戦後の1947年4月に独立して近藤商店を始めた。当初は木造機帆船や艀などの艤装品を大阪や神戸方面に販売していた。1953年1月に「株式会社近藤商店」（資本金250万円）として法人化、1955年9月にはさらに「近藤鉄工株式会社」と商号を改めた。このころ経営を引き継いだ2代目社長はそれまでの鋳物加工から鍛造への転換を図り、積極的な設備投資を行った。また1957年には東京に出張所を開設した。
創業当初は船舶向けが主体であった製品も1960年代に入ると土木建築向けに転換、こうした施策は東京オリンピックに伴うインフラ整備による需要増にも合致し業績を伸ばした。1966年11月には九州工場を開設、この工場は旧産炭地域に立地する本格的な工場で、それまで町工場の規模にとどまっていた生産力は大きく向上することになった。営業面でも1964年から1966年にかけ全国へ出張所を展開し、強化を図った。

### 年表
- 1947年（昭和22年）	近藤藤緒が個人経営の近藤商店を大阪市大正区泉尾で創業
- 1953年（昭和28年）	株式会社 近藤商店を設立し、本社を大阪市大正区泉尾に設置
船舶用金物の製造並びに販売を開始
- 1955年（昭和30年）	商号を近藤鉄工株式会社に変更
- 1957年（昭和32年）	東京出張所（現・支店）を開設
- 1971年（昭和46年）	社団法人 仮設工業会　労働省産業安全研究所制定　つりチェーン部門認定基準第一号合格（認定番号 4601）
- 1974年（昭和49年）	本社を大阪市大正区泉尾より西区北境川（後に住居表示変更により西区境川）に移転
- 1985年（昭和60年）	九州工場において、業界初のJIS A-5541 建築用ターンバックル胴の日本工業規格（JIS）表示許可を取得（認可番号885001）
- 1989年（平成元年）		商号をコンドーテック株式会社に変更
- 1995年（平成7年）		大阪証券取引所市場第二部に株式上場
- 1999年（平成11年）	東京証券取引所市場第二部に株式上場
- 2004年（平成16年）	中国の物流商社と契約により、姻台物流倉庫（中国山東省姻台市）を設置
- 2006年（平成18年）	一般建設業許可を取得（とび・土工工事業）大阪府知事第126345号
- 2010年（平成22年）	電設資材卸売を事業目的とする三和電材株式会社の全議決権株式を取得し、子会社化
- 2011年（平成23年）	当社株式が東京証券取引所貸借銘柄に選定
- 2012年（平成24年）	株式分割（1:2）を実施
KONDOTEC INTERNATIONAL(THAILAND) CO.,LTD,（タイ・バンコク市）を設立
公募増資、第三者割当増資を実施
- 2014年（平成26年）	各種機械装置等の設計及び製造を目的とする中央技研株式会社の全議決権株式を取得し、子会社化